# Ил Пјано (Сијена)
Ил Пјано је насеље у Италији у округу Сијена, региону Тоскана.
Према процени из 2011. у насељу је живело 242 становника. Насеље се налази на надморској висини од 200 м.